# Theodor Szehinskyj
Theodor Szehinskyj (ur. 14 lutego 1924, zm. 2014) – przedwojenny obywatel polski narodowości ukraińskiej podejrzewany o zbrodnie wojenne. Mieszkał w USA. Znajdował się na liście najbardziej poszukiwanych zbrodniarzy nazistowskich Centrum Wiesenthala (2014).
Pochodził z Małnowa w woj. lwowskim, gdzie dorastał i pracował na farmie rodziców. Po wybuchu II wojny światowej i wkroczeniu Sowietów w wyniku kolektywizacji rolnictwa wyjechał do Lwowa, skąd został wywieziony przez Niemców do Wiednia. Początkowo pracował na farmie, a w latach 1943–1945 służył prawdopodobnie w Dywizji Totenkopf Waffen-SS pełniąc funkcję strażnika w niemieckich-nazistowskich obozach koncentracyjnych KL Groß-Rosen, Sachsenhausen i Warschau. Był także prawdopodobnie zaangażowany w transport więźniów z obozu koncentracyjnego Sachsenhausen do Mauthausen-Gusen. W 1950 r., emigrował wraz z żoną i córką do USA, gdzie pracował jako mechanik w General Electric. W 2000 roku pozbawiono go obywatelstwa amerykańskiego. W 2003 roku miał zostać deportowany, jednak nadal przebywał w Stanach aż do śmierci.